# 追沼龍三
追沼龍三（おいぬまりゅうぞう、1940年4月30日 - 2019年7月9日）は、宮城教育大学名誉教授。学位は博士（工学）。専門は生活科学、高分子化学。日本政府より2019年7月9日瑞宝小綬章、従四位に追叙された。血液型B型。

## 略歴
- 1964年（昭和39年）：山形大学工学部繊維工学科
- 1964年（昭和39年）- 1971年（昭和46年）：グンゼ株式会社 研究員
- 1973年（昭和48年）- 1981年（昭和56年）：山形大学 助手
- 1981年（昭和56年）- 1991年（平成3年）：宮城教育大学 助教授
- 1991年（平成3年）- 2004年（平成16年）：宮城教育大学 教授[3]
- 2004年（平成16年）- 012（平成24年）：宮城学院女子大学 教授

## 研究

### 論文(Misc)
- 『織物の三原組織について-組織の作り方からみた』-衣生活、30(2) 40-47、1987年
- 迫沼竜三, 菊地みゆき, 佐藤理恵, 小野寺泰子, 「綿1×1ゴム編地の伸長弾性回復」『宮城教育大学紀要』32号 p.189-195、1998年, NAID 110000079877
- 追沼龍三, 佐々木栄一, 長谷修子, 高橋三恵, 「室温下での保温性測定による保温率の補正」『繊維製品消費科学』 1985年 26巻 10号 p.428-431, doi:10.11419/senshoshi1960.26.428
- 追沼龍三, 「メリヤス用綿糸の糸結びと編きず発生についての一考察」『繊維機械学会誌』 1974年 27巻 2号 p.P105-P110, doi:10.4188/transjtmsj.27.2_P105
- 中村晴一, 追沼龍三, 菊池武勝, 「絣自動織機の試作研究」『繊維機械学会誌』 1974年 27巻 5号 p.P313-P319, doi:10.4188/transjtmsj.27.5_P313
- 中村晴一, 追沼龍三, 菊池武勝, 羅製織用力織機について」『繊維機械学会誌』 1974年 27巻 10号 p.P598-P609, doi:10.4188/transjtmsj.27.10_P598
- 追沼龍三, 「平編における結び目に起因する編きずに影響を及ぼす要因について」『繊維機械学会誌』 1984年 37巻 8号 p.P322-P327, doi:10.4188/transjtmsj.37.8_P322
- 追沼龍三, 「綿平編地の寸法特性に影響を及ぼすいくつかの要因」『繊維機械学会誌』 1986年 39巻 11号 p.P401-P406, doi:10.4188/transjtmsj.39.11_P401
- 追沼龍三, 「綿1×1ゴム編地の寸法特性に影響を及ぼすいくつかの要因」『繊維機械学会誌』 1987年 40巻 8号 p.P321-P328, doi:10.4188/transjtmsj.40.8_P321
- 追沼龍三, 「結び目に起因する1×1ゴム編地の編きずに影響を及ぼす要因について」『繊維機械学会誌』 1988年 41巻 5号 p.P297-P303, doi:10.4188/transjtmsj.41.5_P297
- 追沼龍三, 綿1×1ゴム編地のいくつかの性質に及ぼすスティッチ長の影響」『繊維機械学会誌』 1988年 41巻 10号 p.P543-P548, doi:10.4188/transjtmsj.41.10_P543
- 追沼龍三, 中川智, 荻田哲也, 「スプライスと機械式ノットによる平編編成域での糸切れ率の比較」『繊維機械学会誌』 1989年 42巻 10号 p.P549-P555, doi:10.4188/transjtmsj.42.10_P549
- 追沼龍三, 成沢郁夫, 小山清人, 「平編編成域での結び目による糸切れ発生機構」『繊維機械学会誌』 1995年 48巻 7号 p.T173-T182, doi:10.4188/transjtmsj.48.7_T173
- 追沼龍三, 成沢郁夫, 小山清人, 1×1ゴム編の編成域での結び目による糸切れ発生機構」『繊維機械学会誌』 1996年 49巻 12号 p.T313-T323, doi:10.4188/transjtmsj.49.12_T313

### 競争的資金等の研究課題
- 『よこ編地の物性』研究期間: 1997年 - 2006年
- 『結び目に起因するよこ編編成域での糸切れに関する理論的研究』研究期間: 1996年 - 2006年
- 『よこ編編成過程の理論的解析』研究期間: 1995年 - 2006年[4]

## 特許
- 『乗用車の安全装置』特許公報,昭47-24574
- 『エアバッグ』特許公報,昭47-24575
- 『エアバッグ』特許公報,昭52-11095
- 『エアバッグ』実用新案公報,昭48-37955
- 『安全装置用防護袋』実用新案公報、昭47-19632